# Zbigniew Kuźmiński
Zbigniew Kuźmiński (ur. 4 listopada 1921 w Bydgoszczy, zm. 12 marca 2005 w Gdańsku) – polski reżyser filmowy, telewizyjny i teatralny, scenarzysta.

## Życiorys
Był absolwentem Gimnazjum Kupieckiego w Bydgoszczy (1937). W 1945 pracował jako referent w Zarządzie Kin w Szczecinie, w latach 1946-1950 był słuchaczem Kursu Przygotowania Filmowego w Krakowie. Od 1947 r. pracował jako asystent reżysera, m.in. przy filmie wojennym Aleksandra Forda Ulica Graniczna (1948) nagrodzonym Złotym Medalem rządu włoskiego na Międzynarodowym Festiwalu Filmowym w Wenecji oraz Domu na pustkowiu (1949) Jana Rybkowskiego.
W 1950 debiutował jako reżyser filmów dokumentalnych, a od 1961 filmów fabularnych. W latach 1976−1980 pełnił funkcję dyrektora gdańskiego oddziału wytwórni TV Poltel. W latach 1957−1973 wyreżyserował kilkadziesiąt spektakli Teatru Telewizji, reżyserował także w Teatrze Polskiego Radia. Spektakle teatralne reżyserował na deskach Teatru Ziemi Krakowskiej im. Ludwika Solskiego w Tarnowie (1970), Teatru im. Adama Mickiewicza w Częstochowie (1962), Teatru Dramatycznego w Gdyni (1977, 1988), Teatru Powszechnego w Łodzi (1988−1989).
Zyskał popularność głównie jako reżyser filmów Nad Niemnem (1987), Między ustami a brzegiem pucharu (1987), Agent nr 1 (1971) oraz seriali Republika Ostrowska (1985) i Gdańsk 39 (1989), jego ostatniej produkcji ukazującej losy polskich rodzin w Gdańsku opanowywanym przez hitlerowców. Wyreżyserował dwadzieścia pięć filmów, z których najbardziej znane to wspomniany już Agent nr 1 (oparty na historii działającego w Grecji asa wywiadu Jerzego Szajnowicza-Iwanowa) oraz Między ustami a brzegiem pucharu na podstawie prozy Marii Rodziewiczówny. Kuźmiński wielokrotnie współpracował przy swoich filmach z Barbarą Brylską, Leonem Niemczykiem, Januszem Zakrzeńskim, Jerzym Kamasem, Andrzejem Szczytką, Henrykiem Talarem oraz Jackiem Chmielnikiem.
17 marca 2005 mszę w intencji zmarłego odprawiono w gdańskim Kościele św. Stanisława Biskupa Męczennika, po południu w ostatniej drodze na Cmentarzu Srebrzysko (rejon XI, taras I, rząd 3, grób 29/30) towarzyszyła mu rodzina, przyjaciele oraz aktorzy występujący w jego filmach.

## Filmografia
- Ulica Graniczna (1948) – asystent reżysera
- Dom na pustkowiu (1949) – asystent reżysera
- Krzyżacy (1960) – II reżyser
- Milczące ślady (1961)
- Drugi brzeg (1962)
- Mój drugi ożenek (1963)
- Banda (1964)
- Zejście do piekła (1966)
- Zwariowana noc (1967)
- Bariery dźwięku (1968)
- Raj na ziemi (1970)
- Agent nr 1 (1971) na podst. powieści S. Strumph-Wojtkiewicza
- Ile jest życia (1974, serial telewizyjny)
- Dźwig (1976)
- Krótkie życie (1976)
- Kapitan z „Oriona” (1977)
- Sto koni do stu brzegów (1978) na podst. powieści K. Koźniewskiego
- Struny (1978)
- Krab i Joanna (1980)
- Okolice spokojnego morza (1981)
- Co dzień bliżej nieba (1983)
- Republika Ostrowska (1985, serial telewizyjny)
- Nad Niemnem (1986, serial telewizyjny) na podst. powieści E. Orzeszkowej
- Nad Niemnem (1987)
- Republika nadziei (1986)
- Między ustami a brzegiem pucharu (1987) na podst. powieści M. Rodziewiczówny
- Desperacja (1988)
- Gdańsk 39 (1989, serial telewizyjny)

## Ordery i odznaczenia

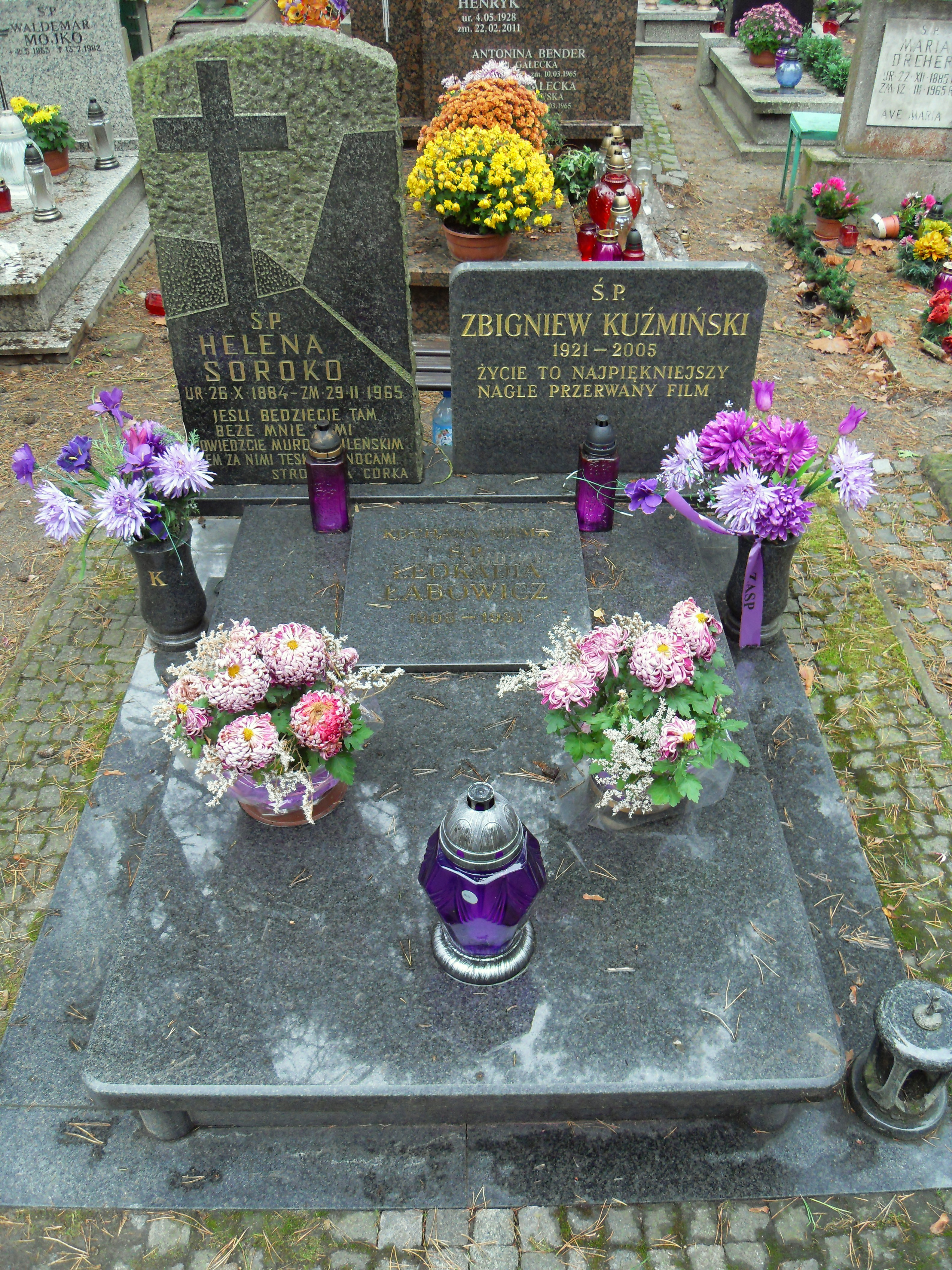
Grób na Cmentarzu Srebrzysko

- Krzyż Komandorski Orderu Odrodzenia Polski (1975)[5]
- Krzyż Oficerski Orderu Odrodzenia Polski
- Brązowy Medal „Za zasługi dla obronności kraju” (1984)[6]
- Odznaka tytułu honorowego „Zasłużony dla Kultury Narodowej” (1989)

## Nagrody
- 1970: Nagroda Ministra Obrony Narodowej III stopnia za film Raj na ziemi;
- 1972: Nagroda Publiczności na Lubuskim Lecie Filmowym za film Agent nr 1 (1971)
- 1984: Złoty Żagiel na Festiwalu Filmowym Ludzie i Morze w Trójmieście za film Okolice spokojnego morza (1981)
- 1987: Złoty Talar na Festiwalu Polskich Filmów Fabularnych za film Między ustami a brzegiem pucharu (1987)
- 1987: Złoty Talar na Festiwalu Polskich Filmów Fabularnych za film Nad Niemnem (1987)
- 1987: Nagroda Szefa Kinematografii za twórczość filmową w dziedzinie filmu fabularnego za rok 1986, za film Nad Niemnem (1987)
- 1987: Nagroda Ministra Kultury i Sztuki I stopnia za film Nad Niemnem (1987)
- 1988: Nagroda Przewodniczącego Komitetu ds. Radia i Telewizji nagroda zespołowa, za film Nad Niemnem (1987)